# NON SUGAR
『NON SUGAR』（ノン・シュガー）は、Brian the Sunのインディーズ1枚目のフルアルバム。2013年6月5日にSPACE SHOWER MUSICから発売された。

## 概要
Brian the Sun初のフルアルバム。
閃光ライオットの受賞曲「Suitability」、自主製作シングルで発表された「はちみつ」や「Naked Blue」、全国流通盤シングル「Sister」、「Baked Plum Cake」など、全11曲を収録。
初期の楽曲から新曲まで、1枚目のアルバムにしてベスト盤のような内容になっている。現在は廃盤となっている

## 収録曲
全作詞・作曲∶森良太
1. Suitability [4:02]
  - 準優勝した2008年の閃光ライオットで演奏した曲。
2. 藍色に。 [4:04]
  - 1st全国流通盤シングル「Sister」収録曲。
3. キャラメルパンケーキ [5:01]
4. Baked Plum Cake -Album Ver.- [3:57]
  - 2nd全国流通盤シングル「Baked Plum Cake」表題曲のアルバムバージョン。
5. アレカラ [2:57]
  - 2nd全国流通盤シングル「Baked Plum Cake」収録曲。
6. Noro [4:06]
  - 2nd全国流通盤シングル「Baked Plum Cake」収録曲。
7. Naked Blue [4:18]
  - 自主製作2ndシングル「Baked plum cake E.P」収録曲。
8. メロンパンシンドローム [5:02]
9. Sister [4:14]
  - 1st全国流通盤シングル「Sister」表題曲。
10. はちみつ [6:33]
  - 自主製作5thシングル「虹/はちみつ」表題曲。
11. 君の声 [3:44]